# Taksin

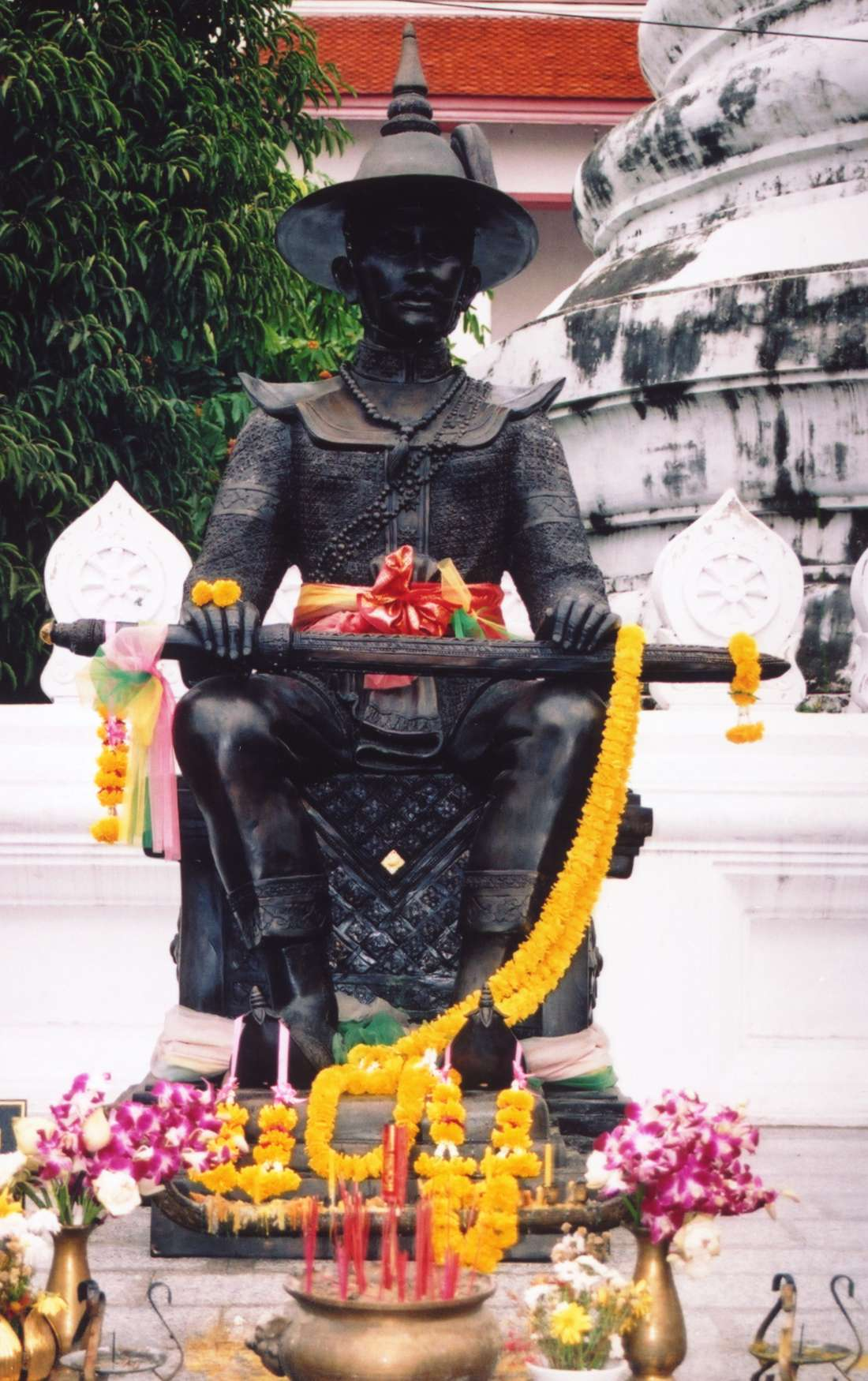
Taksin

Taksin de Grote (Thai: ตากสินมหาราช) (17 april 1734 - 7 april 1782) (jiaxiang: Chenghai) was koning van Thailand van 1767-1782.
Hij werd geboren in Ayutthaya en kreeg de naam Sin. Zijn vader Hai-Hong was van Chinese afkomst, zijn moeder Nok-lang was Thai. Op 7-jarige leeftijd startte hij zijn opleiding in een Boeddhistisch klooster. Volgens de legende ontmoetten hij en zijn vriend Thong Duang een Chinese waarzegger, die beiden vertelde dat ze gelukkige handlijnen hadden en allebei koning zouden worden. Geen van beiden nam het serieus, maar Thong Duang zou later als Rama I koning Taksin opvolgen.

## Tak-Sin
Sin was eerst vicegouverneur en later gouverneur van de provincie Tak, die hem de naam Tak-Sin opleverde, hoewel zijn adellijke titel Phya Tak was. Toen hij werd gepromoveerd tot gouverneur van de provincie Kamphaeng Phet moest hij terugkeren naar Ayutthaya. Even later vielen de Birmezen aan en belegerden de stad. Taksin had een leidende rol in de verdediging van de stad. Kort voor de val van Ayutthaya in 1767 baande Taksin zich een weg naar buiten aan het hoofd van een klein leger.

## Na de val van Ayutthaya
Na de verwoesting van Ayutthaya en de dood van de koning was het land opgesplitst in zes delen, waarvan Taksin de oostkust beheerste. Samen met Thong Duang, nu Chao Phraya (generaal) Chakri, dreef hij de Birmezen terug, versloeg zijn rivalen, en verenigde het land. Op 28 december 1767 werd hij tot koning van Siam gekroond in zijn nieuwe hoofdstad Thonburi.

## Expansie
Na het verenigen van het territorium van het vroegere koninkrijk Ayutthaya onder zijn bestuur veroverde hij in 1769 westelijk Cambodja. Daarna marcheerde hij naar het zuiden en vestigde Thais bestuur over het schiereiland Malakka zo ver zuidelijk als Penang en Terengganu. Nadat hij zijn basis in Siam veilig had gesteld, viel hij de Birmezen in het noorden aan en veroverde Chiang Mai in 1776, wat leidde tot een permanente unie van Siam en Lanna. Taksin's generaal en leider van deze campagne was Chao Phraya Chakri Thong Duang. In 1778 leidde Chakri een Siamees leger dat het koninkrijk Vientiane veroverde en daarmee de Thaise dominantie over dit koninkrijk vestigde. Hij nam de smaragden Boeddha (Phra Kaew) mee vanuit de pas veroverde stad Vientiane naar Bangkok. Dit beeld zou later een van de belangrijkste religieuze symbolen van het huidige Thailand worden.

## Staatsgreep
Koning Taksin moest constant vechten voor de onafhankelijkheid van zijn land. Thaise historici denken dat de druk hem te veel werd: de koning dacht dat hij een toekomstige Boeddha was. Anderen vermoeden dat dit een verzinsel was om hem omver te kunnen werpen.
Wegens de dreiging van de Birmezen was een sterke regering nodig. Koning Taksin werd waanzinnig verklaard en een staatsgreep verwijderde hem van de troon. Hoewel hij had gevraagd om monnik te mogen worden, werd hij op 7 april 1782 geëxecuteerd volgens de traditie: gebonden in een fluwelen zak en doodgeknuppeld met een stok van sandelhout, zodat geen koninklijk bloed zichtbaar zou vloeien.
Tijdens de staatsgreep was Thong Duang (generaal Chakri) in Cambodja aan het vechten. Hij keerde snel terug naar Thonburi, waar hij de troon aangeboden kreeg als Rama I, eerste koning van de Chakri-dynastie.

## Nalatenschap
In 1981 nam het Thaise kabinet een resolutie aan om koning Taksin de eretitel de Grote te geven. De dag van zijn kroning, 28 december, is een officiële feestdag, maar geen vrije dag.
Volgens een populaire legende zou niet koning Taksin, maar een plaatsvervanger gedood zijn. Taksin zou nog jaren geleefd hebben als boeddhistische monnik.
Deze koning blijft een favoriet van Chinese Thais. Hij staat bekend als de Koning van Thonburi en zijn ruiterstandbeeld staat in Wongwien Yai (de grote rotonde) in Thonburi.
Sukhothai · 
Lanna · 
Ayutthaya · 
Thonburi · 
Rattanakosin · 
Militair bewind · 
Democratie